# Judit Ágoston-Mendelényi
Judit Ágoston-Mendelényi (Szeged, 21 de enero de 1937-Göd, 12 de mayo de 2013) fue una deportista húngara que compitió en esgrima, especialista en la modalidad de florete.
Participó en los Juegos Olímpicos de Tokio 1964, obteniendo una medalla de oro en la prueba por equipos. Ganó tres medallas en el Campeonato Mundial de Esgrima entre los años 1961 y 1971.

## Palmarés internacional
| Juegos Olímpicos   | Juegos Olímpicos | Juegos Olímpicos  | Juegos Olímpicos    |
| Año                | Lugar            | Medalla           | Prueba              |
| ------------------ | ---------------- | ----------------- | ------------------- |
| 1964               | Tokio (Japón)    | Medalla de oro    | Florete por equipos |
| Campeonato Mundial |                  |                   |                     |
| Año                | Lugar            | Medalla           | Prueba              |
| 1961               | Turín (Italia)   | Medalla de plata  | Florete por equipos |
| 1969               | La Habana (Cuba) | Medalla de bronce | Florete por equipos |
| 1971               | Viena (Austria)  | Medalla de plata  | Florete por equipos |